# Mudmen
«Mudmen» (с англ. — «Люди, покрытые грязью») — инструментальная композиция группы Pink Floyd с альбома 1972-го года Obscured by Clouds — саундтрека к французскому фильму «Долина» («La Vallée»). Представлена на первой стороне LP шестым по счёту треком. Авторами этой композиции являются Ричард Райт и Дэвид Гилмор. В основе «Mudmen» лежит мелодия, исполняемая Райтом на органе, которая сопровождается гитарными проигрышами Гилмора, включая два его гитарных соло. На концертах эту композицию Pink Floyd не исполняли, как и многие другие композиции с альбома Obscured by Clouds.
В фильм «Долина» «Mudmen» не была включена. Тем не менее в картине есть эпизод, связанный с названием композиции, в котором главная героиня Вивьен встречает обмазанных белой глиной в круглых и конических устрашающих глиняных масках папуасов из племени асаро, или «mudmen», живущих рядом с Горокой.

## Участники записи
- Дэвид Гилмор — электрогитара, слайд-гитара;
- Ричард Райт — клавишные;
- Роджер Уотерс — бас-гитара;
- Ник Мейсон — ударные.